# Rybactwo
Rybactwo (gospodarka rybacka) – zespół planowanych i skoordynowanych czynności mających na celu racjonalne gospodarowanie organizmami wodnymi w myśl zasad ekonomii i zgodnie z założeniami ochrony przyrody.
Pojęcie to obejmuje:

1. rybołówstwo
- w wodach morskich
  - połowy ryb na oceanach, morzach i w wewnętrznych wodach morskich,
  - połowy skorupiaków i mięczaków morskich,
  - wielorybnictwo,
  - połowy zwierząt wodnych: żółwi, osłonic, jeżowców itp.,
  - działalność statków rybackich prowadzących połowy ryb i innych organizmów wodnych połączone z ich przetwórstwem i konserwowaniem,
  - pozyskiwanie (poławianie, wydobywanie) pozostałych produktów i organizmów znajdujących się w wodach morskich, np.: pereł naturalnych, gąbek, korali i alg,
- w wodach śródlądowych – Rybactwo śródlądowe
  - połowy ryb w wodach śródlądowych,
  - połowy skorupiaków i mięczaków w wodach śródlądowych,
  - połowy pozostałych organizmów wodnych w wodach śródlądowych,
  - pozyskiwanie surowców znajdujących się w wodach śródlądowych,

2. zabiegi mające na celu utrzymanie zasobów organizmów wodnych (ryb, skorupiaków, mięczaków i pozostałych zwierząt),

3. chów i hodowlę ryb oraz pozostałych produktów i organizmów wodnych (np. roślin wodnych, pereł, gąbek itp.) w wodach morskich i śródlądowych.